# Palaio Trikeri
Palaio Trikeri (grekiska: Παλαιό Τρίκερι) är en ö i Grekland. Den ligger i Pagaseiska viken i regionen Thessalien, i den centrala delen av landet, 140 km norr om huvudstaden Aten. Arean är 2,9 kvadratkilometer.